# Douze Fantaisies pour la basse de violle

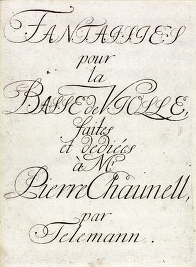
Page de titre de Douze Fantaisies pour la basse de violle

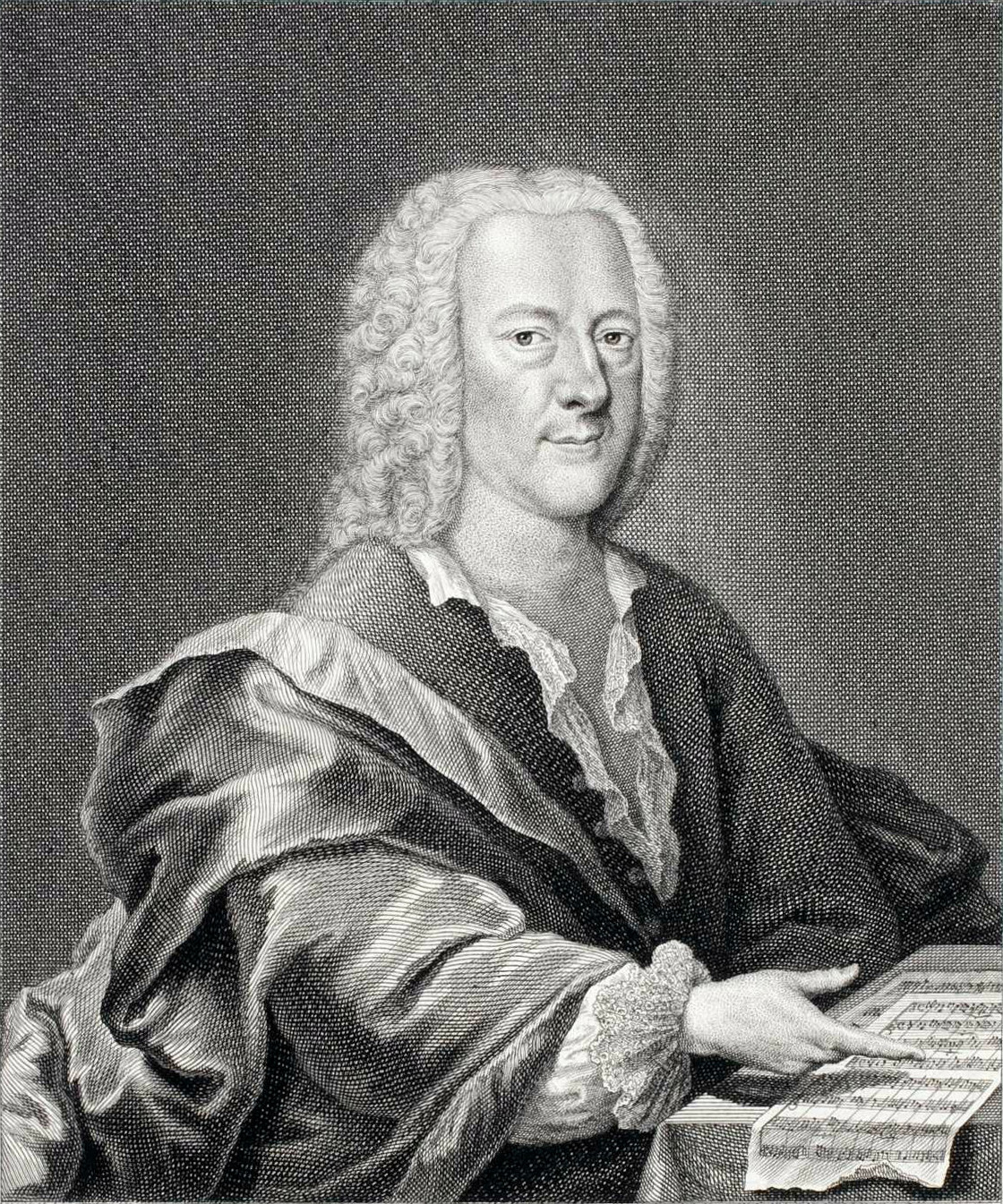
Le compositeur en 1745

La collection des Douze Fantaisies pour la basse de violle de Georg Philipp Telemann, TWV 40:26–37, fut publiée à Hambourg en 1735 sous ce titre français. Ces fantaisies pour viole de gambe étaient considérées comme perdues jusqu'à ce qu'une édition originale soit retrouvée dans une collection privée en 2015. Elles ont été publiées par les éditions Güntersberg en 2016 et enregistrées pour la première fois et interprétées de nouveau par le musicologue Thomas Fritzsch la même année.

## Histoire
Telemann imprima les fantaisies pour viole de gambe en 1735 dans sa propre maison d'édition à Hambourg. Il en entreprit l'auto-édition, proposant les œuvres par abonnement : ses listes d'abonnés comprenaient des acheteurs d'Amsterdam, de Londres et de Paris. Il offrit 20 % de rabais aux abonnés aux fantaisies. Ces fantaisies font partie des collections de musique de Telemann pour instruments non accompagnés, les autres étant les 12 fantaisies pour flûte seule (1732-1733), les 12 Fantaisies pour violon seul (1735) et trente-six pièces pour clavecin (1732–33).
Sur la base de recherche du musicologue français François-Pierre Goy, les fantaisies qui semblaient perdues ont été retrouvées dans les archives de la Niedersächsisches Landesarchiv (archive d'État de Basse-Saxe) à Osnabrück,. Les archives ont conservé une copie complète de la musique imprimée par Telemann en 1735 dans la collection privée de Schloss Ledenburg (en). Les fantaisies ont d'abord été interprétées par le gambiste Thomas Fritzsch, également musicologue enseignant à l'Université de Leipzig. Fritzsch les a jouées pour la première fois après leur redécouverte dans deux concerts dans le cadre de la 23ème édition du Magdeburger Telemann-Festtage (en) les 19 et 20 mars 2016, avec un enregistrement (réalisé à l'église abbatiale de Zscheiplitz (en)), et la présentation de l'édition.

## Contenu
Cette collection comprend les pièces suivantes :
1. Fantaisie en do mineur (Adagio – Allegro – Adagio – Allegro)
2. Fantaisie en do majeur (Vivace - Andante - Vivace Presto)
3. Fantaisie en mi mineur (Largo – Presto – Vivace)
4. Fantaisie en fa majeur (Vivace – Grave – Allegro)
5. Fantaisie en si bémol majeur (Allegro – Largo – Allegro)
6. Fantaisie en sol majeur (Scherzando - Dolce - Spirituoso)
7. Fantaisie en sol mineur (Andante – Vivace – Allegro)
8. Fantaisie en la majeur (Allegro – Vivace – Allegro)
9. Fantaisie en do majeur (Presto – Grave – Allegro)
10. Fantaisie en mi majeur (Dolce - Allegro - Dolce - Allegro Siciliana Scherzando)
11. Fantaisie en ré mineur (Allegro – Grave – Allegro)
12. Fantaisie en mi-bémol majeur (Andante – Allegro – Vivace)

Écrites à un moment où l'instrument n'était plus à la mode, Telemann dut faire preuve d'imagination pour attirer les acheteurs. Un critique de Gramophone note : « Telemann présente un composé d'accords brisés, d'écriture contrapuntique et à l'unisson et même de pizzicati ; il s'y trouve aussi un clin d'œil à la lutte de la mode entre le style fugal et le style galant ».

## Interprétations et arrangement
Les fantaisies ont été interprétées à l'international après leur redécouverte, surtout en 2017, à l'occasion de la célébration du 250e anniversaire de la mort du compositeur,,. La flûtiste Monika Mandelartz a arrangé les fantaisies pour flûte à bec, disant que ce sont des « pièces complexes, musicalement riches, mais qui ne sont pas immédiatement compréhensibles pour l'interprète ».

## Édition
- Günther von Zadow et Thomas Fritzsch, Telemann, Zwölf Fantasien für Viola da Gamba solo, 40 : 26-37, VdG, Moderne Ausgabe und Faksimile, Edition Güntersberg (en), 2016, 48 p. (OCLC 945891925, lire en ligne)